# Michael Huffington

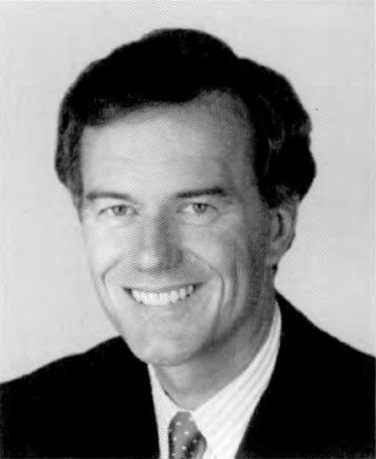
Michael Huffington, 1993

Michael Huffington (* 3. September 1947 in Dallas, Texas) ist ein US-amerikanischer Politiker. Zwischen 1993 und 1995 vertrat er den Bundesstaat Kalifornien im US-Repräsentantenhaus.

## Werdegang
Michael Huffington besuchte sowohl öffentliche als auch private Schulen. Bis 1970 studierte er an der Stanford University und danach bis 1972 an der Harvard University. Anschließend wurde er Leiter einer Filmproduktionsfirma. Gleichzeitig schlug er als Mitglied der Republikanischen Partei eine politische Laufbahn ein. In den Jahren 1986 und 1987 arbeitete er für das Verteidigungsministerium. Bei den Kongresswahlen des Jahres 1992 wurde Huffington im 22. Wahlbezirk von Kalifornien in das US-Repräsentantenhaus in Washington, D.C. gewählt, wo er am 3. Januar 1993 die Nachfolge von Carlos Moorhead antrat. Da er im Jahr 1994 auf eine weitere Kandidatur verzichtete, konnte er bis zum 3. Januar 1995 nur eine Legislaturperiode im Kongress absolvieren.
Im Jahr 1994 kandidierte Michael Huffington erfolglos für den US-Senat. Nach dem Ende seiner Zeit im US-Repräsentantenhaus arbeitete er wieder in der Filmbranche. Bis zum Jahr 2000 war er Miteigentümer der Firma Crest Films Limited. Huffington blieb auch in den folgenden Jahren der Politik verbunden und ist in seiner Partei aktiv. Er schreibt unter anderem Zeitungsartikel zu verschiedenen Themen. Von 1986 bis 1997 war er mit Arianna Huffington verheiratet, der späteren Chefredakteurin der Internet-Zeitung The Huffington Post.